# مهدی خان خلابر
مهدی خان خلعتبری یا خلابری (از طایفه خَلابَران) به دستور کریم خان زند به حکومت تنکابن رسید تا پایان حکومت قاجاریه، خلابران بر تنکابن حکومت کردند. در سال ۱۱۹۵ هجری، مهدی خان، تفنگچیان تنکابنی را همراه مرتضی قلی خان، برادر آقامحمدخان قاجار که از طرف او مأمور فتح گیلان بود، فرستاد و از آقامحمدخان خواست تا با جدایی تنکابن از گیلان و الحاق آن به مازندران موافقت کند. با موافقت آقامحمدخان در این سال، ولایت تنکابن ضمیمه مازندران شد و با الحاق نواحی کلاردشت و کجور به تنکابن، ولایت محال ثلاث (یا ثلاثه) تشکیل شد.
زمانی که خان زند به قدرت رسید، هدایت‌الله خان فومنی، حاکم گیلان، در سال ۱۱۸۵ قمری به منظور توسعه قلمرو خود به طرف شرق گیلان روی آورد و تنکابن را از غرب مازندران ضمیمه گیلان کرده بود. وی یکی از افراد قوی حصارلو را به حکمرانی تنکابن برگزید که بر ذائقه مردم تنکابن، علی‌الخصوص طوایف مهم و مدعی خوش نیامد. برای چاره جویی، شکوه و شکایت از حاکم ظالم وقت، سه نفر از سران طوایف و بزرگان قبایل و منطقه که یکی از آنان مهدی خان خلابر بوده است، به شیراز رفته و به ملاقات با شاه زند نائل آمدند. ایشان نظر خان زند را از طایفه حصارلو برگرداندند و کریم خان زند حکم حکومت تنکابن را به نام مهدی خلابر صادر کرد و به وی لقب خان را اعطاء کرد.
مهم‌ترین ماجراجویی و فرصت خواهی خان خلابران، همدستی وی با آقا محمد خان قاجار درایام مبارزاتش علیه زندیه بود. با روی کار آمدن قاجار، خلابران تنکابن برای تحکیم پایه‌های حکومت قاجار از جان مایه گذاشتند و در سخت‌ترین لحظات در کنار این ایل قرار داشتند. مهدی خان خلابری (تنکابنی) دربسیاری از صحنه‌ها به فریاد آقامحمدخان و کسان او رسیده و از همین رو قدرت او رو به فزونی نهاد.
خلابران یکی از قدیمی‌ترین طوایف مهاجر تنکابن می‌باشند و مرکز این خاندان روستای اُشتُوج می‌باشد، در زمان خلابران شهر خرم‌آباد مرکز تنکابن بود. به گفته رابینو، خاندان خلعتبری (خلابران) از نسل احمد شمید حلبی می‌باشند که در زمان خلافت علی، حامل خلعت برای یکی از حکام محلی بود و پسران او ناصر و یاسر پس از به قدرت رسیدن امویان، به رستمدار در مازندران آمدند. ناصر در منطقه نور (یال‌رود) و یاسر در منطقه گلیجان تنکابن (گرجیان)، ساکن شد.